# سیارک ۵۲۴۲۲
سیارک ۵۲۴۲۲ (به انگلیسی: 52422 LPL، نامگذاری:1994LP) پنجاه و دو هزار و چهارصد و بیست و دومین سیارک کشف شده‌است که در ۷ ژوئن ۱۹۹۴ کشف شد.